# Calle Flygare Teaterskola
Calle Flygare Teaterskola är en teaterskola belägen på Västmannagatan 5 på Norrmalm i Stockholm, grundad 1940 av teaterpedagogen och regissören Calle Flygare, som förblev skolans ledare fram till sin död 1972.
Calle Flygare Teaterskola har sedan sitt begynnelseskede utökat och breddat verksamheten, så att den omfattar såväl teater, film som kommunikation. Förutom skådespelarprogrammet, som är en tvåårig yrkeshögskoleutbildning, hålls både längre och kortare kurser för barn, ungdomar och vuxna. 
På Calle Flygare Teaterskola är alla pedagoger och lärare verksamma skådespelare. Parallellt med undervisningen arbetar de på de stora scenerna – som Dramaten och Stockholms Stadsteater – och med de fria grupperna, där mycket av nyskapandet sker.

## Utbildningar
- Skådespelarprogrammet är kanske den mest kända utbildningen på Calle Flygare Teaterskola. Det är en tvåårig konst och kulturutbildning (YH-utbildning) som är på heltid.
- Vuxenkurser är för vuxna elever som vill prova på eller ta nästa steg inom teatern.
- Filmskådespelarutbildning låter eleverna lära sig grunderna i filmskådespelarteknik, dramaturgi, filmgenrer, manusanalys med mer.
- Barn & ungdomskurserna lär ur teaterns grunder genom improvisation och scenisk gestaltning.
- Sommarlovskurser för barn och ungdom som gillar musik, dans, skådespel och att stå på scen.

## Några av Calle Flygare Teaterskolas kända elever
| - Leif Andrée - Willie Andréason - Harriet Andersson - Matti Berenett - Ulf Brunnberg - Fredrik Dolk - Dan Ekborg - Lars Ekborg - Britt Ekland - Marie Göranzon - Loa Falkman - Ola Forssmed - Stig Grybe - Björn Gustafsson - Ted Gärdestad - Martina Haag - Gustav Hammarsten - Johan Hedenberg - Sofia Helin - David Hellenius - Pia Johansson - Yankho Kamwendo - Solgärd Kjellgren | - Rachel La Chenardière - Inga Landgré - Jonas Larsson - Mark Levengood - Mats Lindblom - Marika Lindström - Olle Ljungberg - Linda Lundmark - Bengt Martin - Christine Meltzer - Anton Forsdik - Lis Nilheim - Bertil Norström - Özz Nûjen - Christer Pettersson - Ola Rapace - Suzanne Reuter - Marie Robertson - Susanne Thorson - Olof Thunberg - Caroline af Ugglas - Magnus Uggla - Bert Åke Varg - Margreth Weivers - Mai Zetterling - Gunilla Åkesson |

## Några av de pedagoger som undervisar eller har undervisat på skådespelarprogrammet
| - Peter Eriksson - Ann Mirro - Stina Rautelin - Fredrik Hiller - Lina Hall - Mia Poppe - Jonas Ek - Sofi Helleday - Åsa Dahlgren - Hugo Hansén - Björn Andersson - Fredrik Wagner | - Inga Onn - Camilla Larsson - Emma Swenninger - Irene Grönwall - Martin Hasselgren - Martina Nilsdotter - Richard Forsgren - Ulf Rönell - Daniel Sjöberg - Per Graffman - Lisen Rosell |